# Распиливание женщины
Распи́ливание же́нщины  — трюк сценической магии, заключающийся в создании иллюзии возможности разделения тела человека на несколько отдельных частей без видимых последствий.

## История появления
Вопрос о времени происхождения трюка неясен. В некоторых источниках говорится о его упоминании в 1809 году, другие придерживаются мнения, что корни подобных иллюзий идут ещё из древнего Египта. Иллюзионист Джим Стейнмейер (англ. Jim Steinmeyer) утверждает, что француз Жан Эжен Робер-Уден впервые опубликовал технологию иллюзии в 1858 году. Однако идея того времени так и осталась на бумаге.
Известно, что первая достоверная публичная демонстрация состоялась в декабре 1920 года в лондонском зале Святого Георга, причём только для антрепренёров и театральных агентов. Это сделал очень известный тогда английский иллюзионист Персиваль Томас Тибблс, выступавший под псевдонимом П. Т. Сэлбит. Главной задачей представления была попытка связать иллюзию со своим именем, оградив от копирования другими фокусниками. А для обычной публики Сэлбит впервые продемонстрировал трюк 17 января 1921 года на сцене лондонского театра «Эмпайр» в Финсбери.
В СССР трюк с распиливанием успешно в тех же 1920-х годах показывал Костано Касфикис, который, по иронии судьбы, от него и погиб: на гастролях в Испании в автомобильной аварии циркулярная пила из фокуса травмировала ему голову.

## Описание иллюзии
В версии П. Т. Сэлбита распиливаемая женщина заходила в деревянный вертикально стоящий ящик, похожий пропорциями на большой гроб. Её запястья, щиколотки и шея связывались верёвками. Затем ящик закрывали и женщина в нём исчезала из поля зрения. Далее ящик переводили в горизонтальное положение, а Сэлбит большой ручной пилой полностью распиливал конструкцию посередине. Из-за ограничений в движениях (верёвки) и пространстве (ящик) казалось, что лезвие обязательно должно было пройтись по женской талии и, конечно, разрезать её. Затем распиленный ящик открывали, а ассистентку, связанную веревками, освобождали. Под аплодисменты, в совершенной целости женщина появлялась на сцене с поклонами.
В настоящее время при использовании ящика зрителям обычно видны голова, ступни, а часто — и руки ассистентки.

1 вариант

2 вариант

## Секрет исполнения
В отличие от многих магических трюков, эта иллюзия в значительной степени зависит от мастерства «распиливаемой» ассистентки. Фокусник снаружи просто, отвлекая внимание, демонстрирует номер. Такая смена ведущей роли, кроме прочего, помогает сохранить тайну иллюзии, в которой успех полностью зависит от способности женщины двигаться в ограниченном пространстве.
Классическое «Распиливание женщины» имеет два основных варианта проведения трюка. Главное различие между ними, как видно из рисунков, в количестве привлекаемых ассистенток. Но в обоих случаях порядок действий похож.
После того, как девушка забирается в ящик, с одного торца зрители видят её голову, а с другого — ноги. Создается впечатление, будто она лежит внутри ящика, вытянувшись. На самом деле это не так. Либо зрители видят бутафорские ступни, всего лишь выдвинутые девушкой из ящика (вариант 1), либо в фокусе участвует ещё одна девушка (вариант 2) и зрители видят её ноги. Ассистентка, остающаяся поначалу невидимой для глаз зрителей, скрыта в кушетке-подставке, на которой располагается ящик. Между девушками внутри ящика оказывается пустое пространство, которое и пилят.
В некоторых трюках ассистенток обувают в специально сделанные жесткие цветные сапожки.
Зрители видят, как девушка свои сапожки пропускает в отверстия в стенке ящика и как их зажимают, но не замечают, как она тут же ноги из них вытаскивает, а вторая, наоборот, их надевает и шевелит ступнями. В конце фокуса всё происходит наоборот.

## Развитие трюка

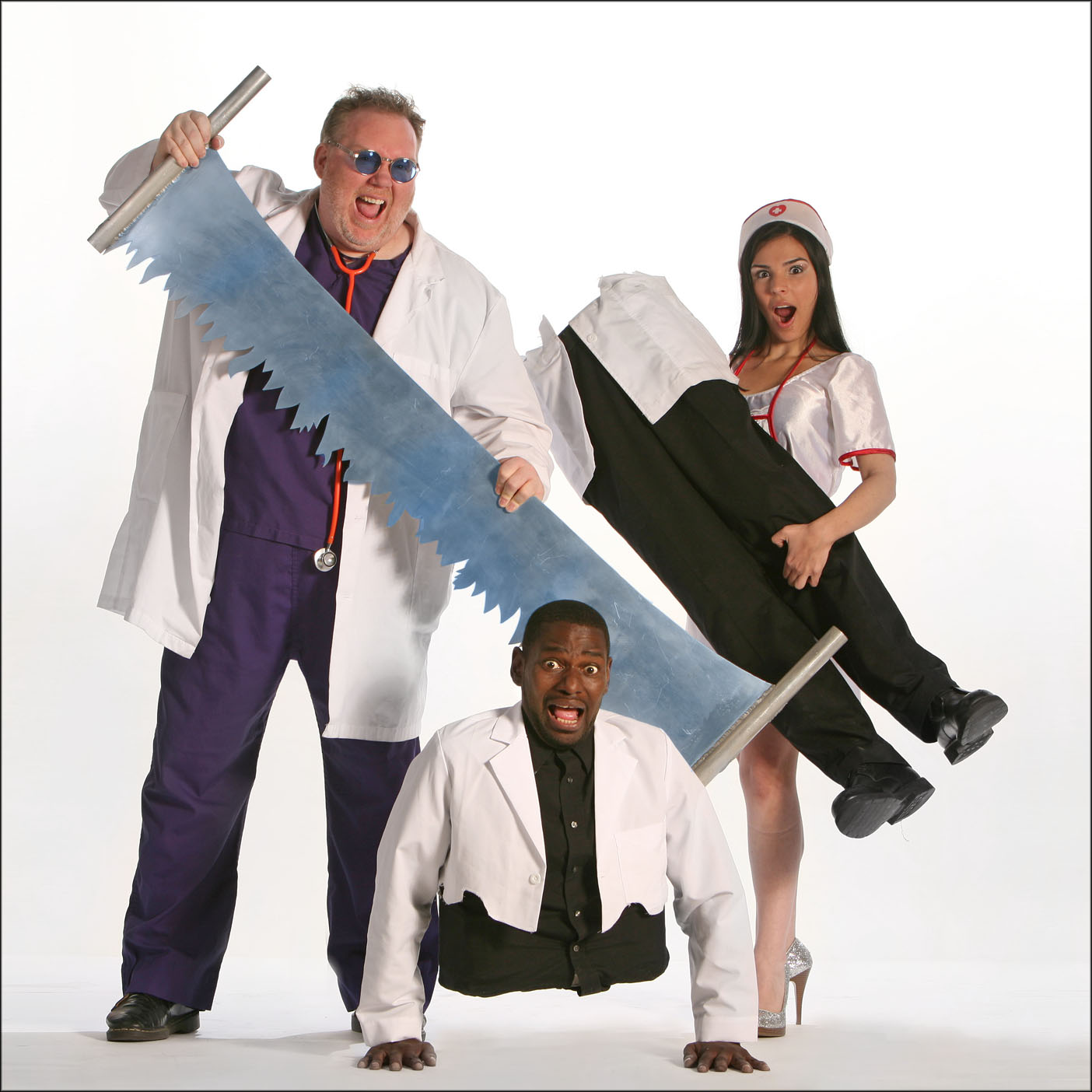
Иллюзия «Операция» Кевина Джеймса

С момента своего появления трюк «Распиливание женщины» постоянно усложняется. Одним из направлений его развития является усиление натуралистичности процесса. Если версия Сэлбита начала XX века заключалась в разделении пилой ящика с полностью скрытой в нём от зрителей ассистенткой, то к началу XXI века ящик часто отсутствует вовсе. Например, Дэвид Копперфильд в «Лазерном шоу» обходится специальным костюмом и гимнастическими упражнениями. Американский иллюзионист Крисс Энджел проделывает разделение женщины буквально голыми руками, не используя ни пилу, ни зеркала, ни другие приспособления. Для усиления эффекта, якобы для помощи, приглашается несколько зрителей, обычно девушек, явно не ожидающих, что фокус удастся. Секрет в том, что в качестве «разрываемой» женщины вновь выступают два человека. Нижнюю часть «играет» профессиональный акробат, а верхнюю — женщина-инвалид с очень редким заболеванием — сакральная агенезия, при котором у человека нижняя часть тела не развивается. Похожий принцип лежит в основе трюка «Операция» (англ. The Operation) американского иллюзиониста французского происхождения Кевина Джеймса (англ. James Kevin). Разница лишь в том, что вместо акробата может ассистировать любой человек, так как его верхняя половина всё равно скрыта в толще передвижного столика, служащего ему опорой, а женщину-инвалида заменяет темнокожий инвалид-мужчина.
В конце 1930-х годов в Балтиморе фокусник Раджа Рабоид внёс элемент неожиданности в этот широко известный трюк. Роберт Эк, притворяясь обычным зрителем, подшучивал из зала над фокусником, и тогда тот вызывал его на сцену, чтобы распилить. Брат-близнец этого Роберта, Джонни Эк, карлик, родившийся без нижней половины туловища, «играл роль» верхней половины распиленного зрителя, а другой карлик, одетый в соответствующий костюм, «ноги распиленного зрителя». В итоге «ноги» убегали от «верхней половины», которая преследовала их по сцене и даже зрительному залу с истошными криками «Вернитесь! Отдайте мои ноги обратно!» Многие зрители кричали от ужаса, падали в обморок, а мужчины бежали к выходу, наступая на упавших женщин. Трюк заканчивался тем, что «верхнюю половину» ставили на «нижнюю», незаметного подменяли на «целого» Роберта, который, громко угрожая расправой и судебным преследованием, выбегал из цирка.
Рост натурализма в исполнении трюка, в свою очередь, вызвал появление пародий на этот модный тренд. Например, Пенн и Теллер — дуэт американских иллюзионистов, после «Распиливания женщины» объясняя секрет, «случайно» опускает включённую большую дисковую пилу на «талию спрятанной ассистентки», да так, что летит кровь и свисают внутренности.